# Acantheae
Acantheae Dumort., 1829 è una tribù di piante angiosperme appartenenti alla famiglia Acanthaceae.

## Etimologia
Il nome della tribù deriva dal suo genere tipo Acanthus L., 1753 il cui nome a sua volta proviene dalla parola greca "akanthos" (= spina) e fa riferimento alle molte piante spinose di questo genere.
Il nome scientifico della tribù è stato definito dal botanico, naturalista e politico belga Barthélemy Charles Joseph Dumortier (Tournai, 3 aprile 1797 – 9 giugno 1878) nella pubblicazione "Analyse des Familles de Plantes: avec l'indication des principaux genres qui s'y rattachent. Tournay. - 23. 1829" del 1829.

## Descrizione

### Portamento
Il portamento delle specie di questa tribù è erbaceo o arbustivo; alcune specie sono sempreverdi (Aphelandra). I fusti sono cilindrici, eretti o decombenti, a volte sublegnosi. In Stenandrium il fusto è quasi assente con le altre parti villose e pubescenti. Spesso queste piante sono spinose. Inoltre nelle varie parti vegetative sono presenti dei glicosidi fenolici spesso in composti iridoidi, alcaloidi e diterpenoidi. Sono assenti invece i cistoliti.

### Foglie

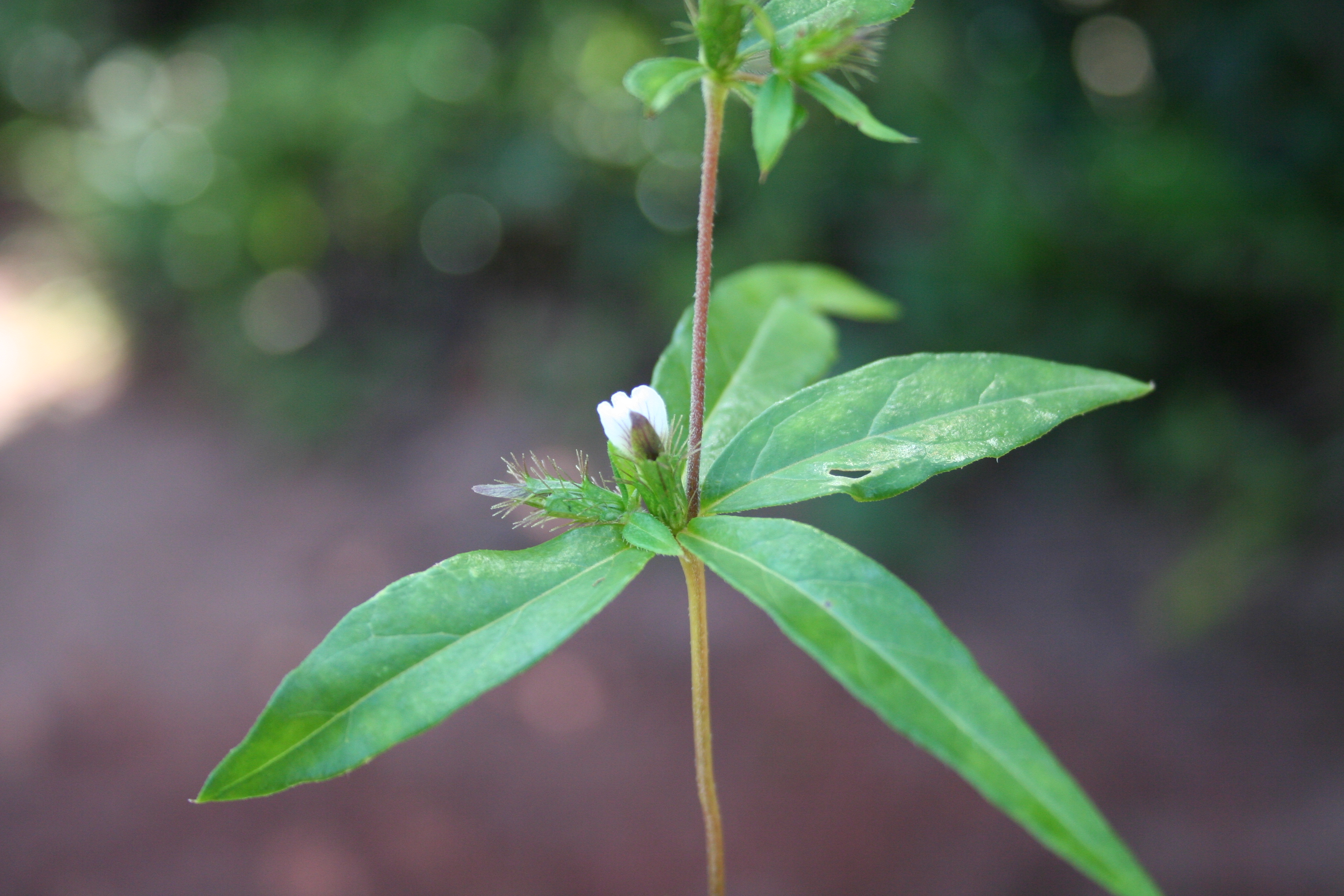
Le foglie
Blepharis maderaspatensis

Le foglie lungo il caule sono picciolate o sessili, opposte e senza stipole (sono verticillate in Crossandra). La lamina è pennatolobata, pennatopartita o pennatofida; oppure sono intere con forme ovali-lanceolate e bordi dentati (o ondulati). Il fogliame è ampio e lucido; in alcune specie il fogliame è molto vistoso per il colore verde vivo con macchie gialle o bianche lungo le nervature (Aphelandra). La pagina inferiore a volte è rossastra. Le foglie basali, se sono presenti (quasi sempre in Stenandrium), sono coriacee ed hanno la lamina intera con bordi dentati (a volte spinosi). In Blepharis l'habitus delle foglie è anisofillo.

### Infiorescenze

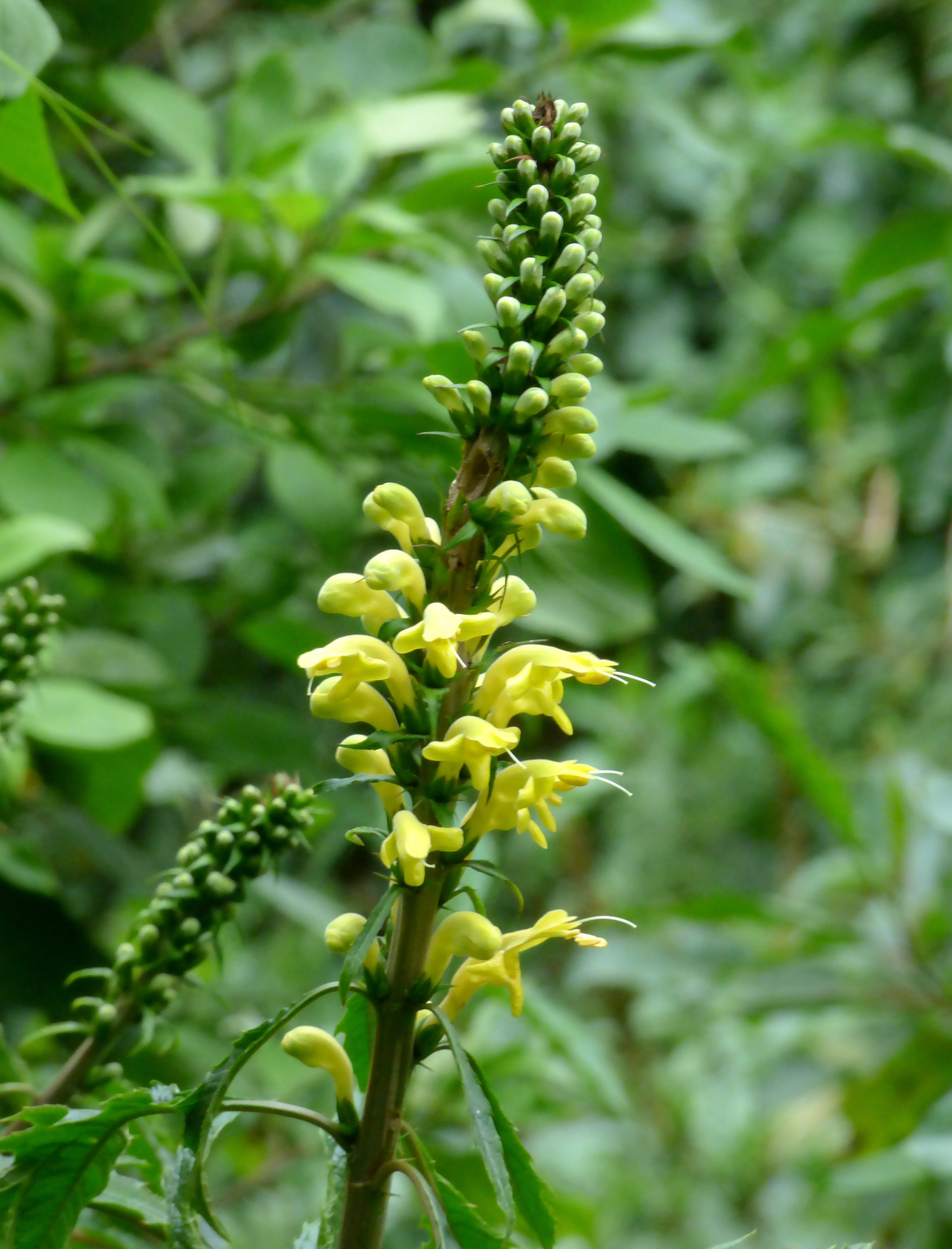
Infiorescenza
Aphelandra acanthus

Le infiorescenze sono dei racemi o delle spighe cilindriche, tetrangolari o scapiformi, spesso con brattee ascellanti, embricate e accrescenti, con forme ovate a più punte (in alcuni casi le punte sono spinose) e diversi colori. I fiori sono grandi e sessili disposti alle ascelle delle brattee. Possono essere presenti (oppure no) 2 bratteole.

### Fiori

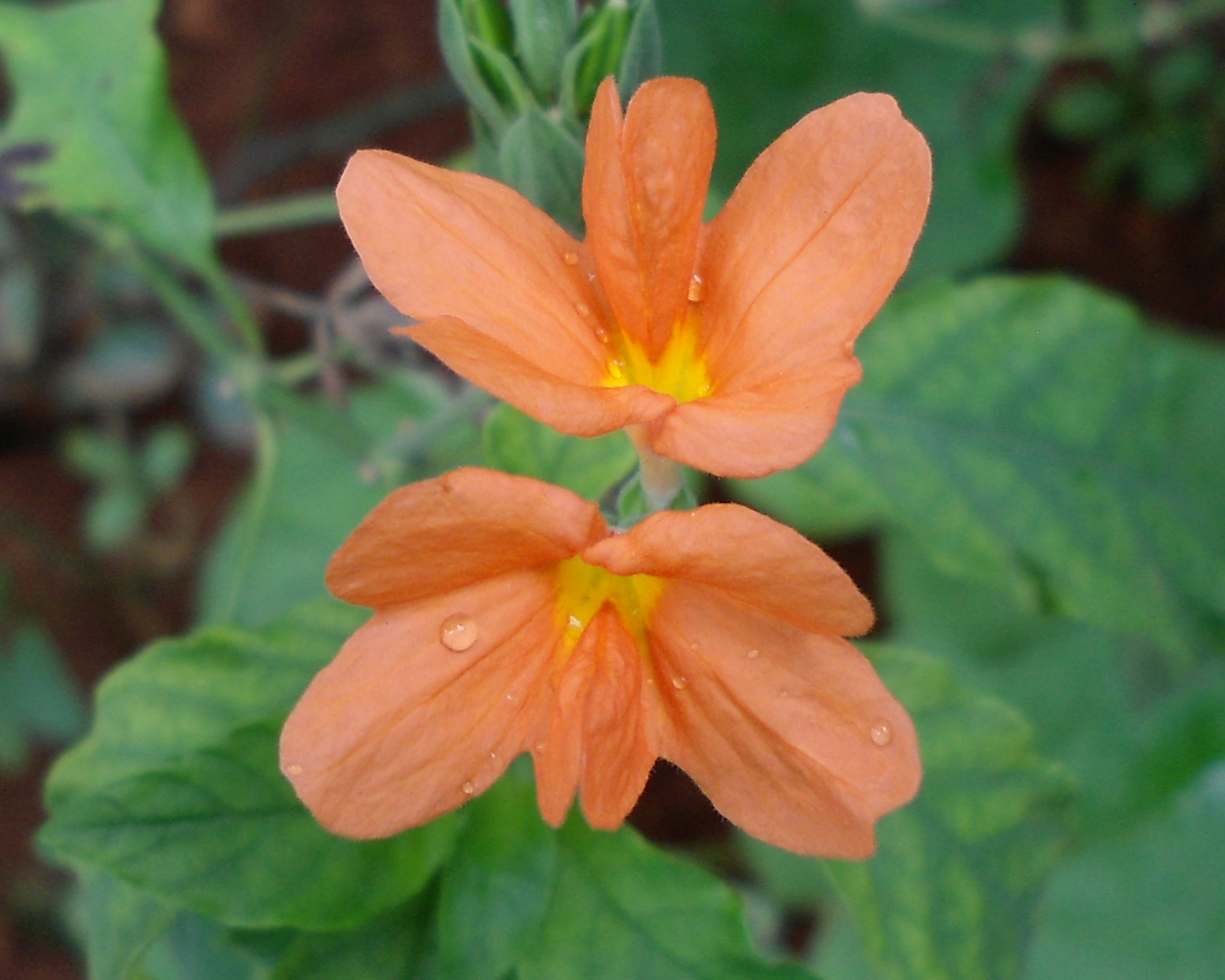
I fiori
Crossandra infundibuliformis

I fiori sono ermafroditi e zigomorfi; sono inoltre tetraciclici (ossia formati da 4 verticilli: calice– corolla – androceo – gineceo) e pentameri (i verticilli del perianzio hanno più o meno 5 elementi ognuno).
- Formula fiorale:[9]

X, K (5), [C (2+3), A 2+2 o 2] G (2/supero), capsula
- Il calice è formato da sepali quasi liberi formanti due labbra interamente divise con forme spatolate. Il calice quindi si presenta quadripartito (5-partito in Stenandrium) con i lobi posteriori e anteriori più grandi di quelli laterali. Inoltre è provvisto di 5 brattee bislunghe e appuntite.
- La corolla è più o meno bilabiata con un corto tubo chiuso da setole, oppure il tubo è ricurvo e allargato alle fauci. In questa tribù spesso il labbro superiore è assente o ridotto (fiori monopetali[6]); quello inferiore è molto grande e trilobo, spesso è piatto e patente. In Stenandrium è 5-lobato. Il colore varia da rosa, porpora, giallo, aranci, rosso a bianco (in Aphelandra i colori sono molto vivaci).
- L'androceo è composto da 5 stami, uno dei quali è per lo più sterile e ridotto ad uno staminoide poco visibile (in Acantus  è assente); gli altri quattro sono didinami. I filamenti, spessi e robusti, sono adnati nella parte superiore della corolla. Le antere sono uniloculari in Acanthus, Aphelandra e Stenandrium, altrimenti sono biloculari; le forme sono lineari-oblunghe con fitti peli a spazzola e prive di appendici basali. Il disco nettarifero normalmente è presente, ipogino e piccolo. Il polline è 3-colpato.
- Il gineceo è formato da un ovario supero bicarpellare (a due carpelli connati - ovario sincarpico) e quindi biloculare. La placentazione in generale è assile. Ogni loggia può contenere da 2 a 4 ovuli. Gli ovuli possono essere anatropi o campilotropi con un solo tegumento e sono inoltre tenuinucellati (con la nocella, stadio primordiale dell'ovulo, ridotta a poche cellule).[11] Lo stilo è uno con un solo stigma.

### Frutti
I frutti sono delle capsule bilobe, da oblunghe a ellissoidi con delle valve che si aprono elasticamente (deiscenza loculicida a esplosione). I semi sono molti (o in genere 4) e non sono alati, sono appiattiti e con il funicolo persistente (il retinacolo è uncinato). L'endosperma è scarso o assente.

## Biologia
Le specie di questo raggruppamento si riproducono prevalentemente per impollinazione tramite insetti quali api, vespe, falene e farfalle (impollinazione entomogama), ma anche tramite uccelli quali colibrì (impollinazione ornitogama)..
La dispersione dei semi avviene inizialmente a causa del vento (dispersione anemocora); una volta caduti a terra sono dispersi soprattutto da insetti tipo formiche (mirmecoria). Sono possibili anche dispersioni tramite animali (disseminazione zoocora).

## Distribuzione e habitat
La distribuzione delle specie di questa tribù è relativa alle zone più o meno tropicali sia del Nuovo Mondo che del Vecchio Mondo.

## Tassonomia
La famiglia Acanthaceae comprende 208 generi con oltre 4.500 specie. È soprattutto una famiglia con specie a distribuzione tropicale o subtropicale molte delle quali sono usate come piante ornamentali.  Dal punto di vista tassonomico è suddivisa in 4 sottofamiglie (compreso il recente inserimento delle Avicennioideae); la tribù Acantheae appartiene alla sottofamiglia Acanthoideae caratterizzata soprattutto dalla presenza di cistoliti nelle foglie. La presente tribù è invece caratterizzata dalle antere uniloculari.

### Generi
La tribù si compone di 2 sottotribù, 15 generi e oltre 600 specie:
- Sottotribù Acanthinae Nees
  - Acanthopsis Harv. (20 spp.)
  - Acanthus  L. (30 spp.)
  - Blepharis Juss. (128 spp.)
  - Crossandra  Salisb. (54 spp.)
  - Crossandrella C.B.Clarke (3 spp.)
  - Cynarospermum Vollesen (1 sp.)
  - Sclerochiton Harv. (18 spp.)
  - Streptosiphon Mildbr. (1 sp.)
- Sottotribù Aphelandrinae Bremek.
  - Aphelandra  R.Br. (209 spp.)
  - Cyphacanthus Leonard (1 sp.)
  - Holographis  Nees (18 spp.)
  - Neriacanthus Benth. (1 sp.)
  - Salpixantha Hook. (1 sp.)
  - Stenandriopsis S.Moore (20 spp.)
  - Stenandrium Nees (50 spp.)

### Filogenesi

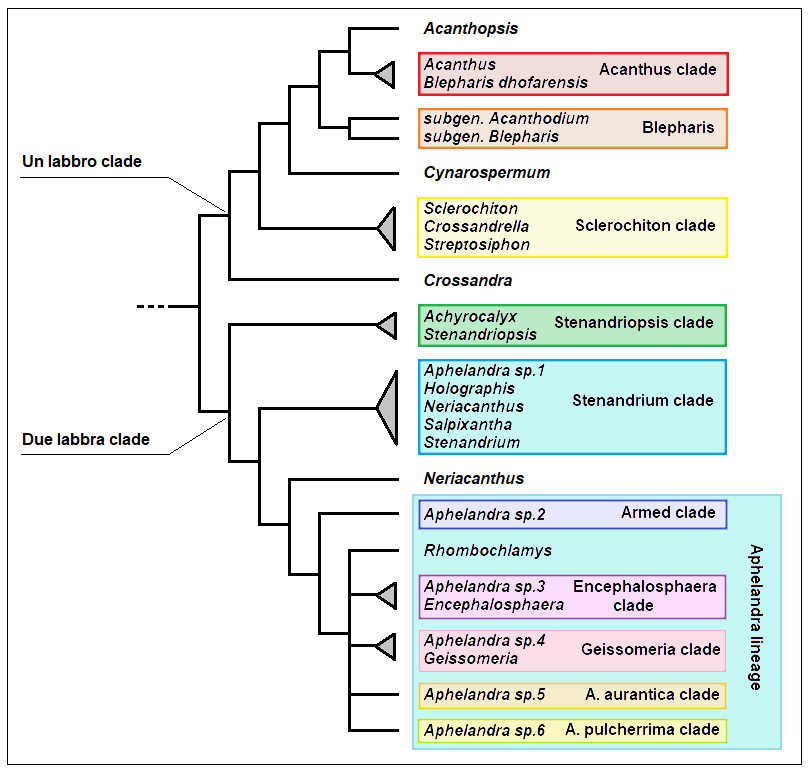
Cladogramma della tribù

La tribù Acantheae è descritta all'interno della sottofamiglia Acanthoideae che alle analisi filogenetiche si presenta decisamente monofiletica (definito "clade retinacolo" in riferimento al particolare funicolo dei semi). Questa struttura deriva dal funicolo persistente dei semi e che, con la fruttificazione matura, diventa legnoso a forma di uncino per sostenere il seme. Risolta con certezza è anche la reazione di tipo "gruppo fratello" di questa tribù con il "clade cistoleo" (il resto dei generi della sottofamiglia). Una sinapomorfia per questa tribù potrebbero essere le antere monoloculari; inoltre il polline colpato delle Acantheae manca delle endoaperture simili a pori che sono presenti in molte altre Acanthaceae (e Lamiales). Nelle Acantheae inoltre sono assenti le cistoliti sulle foglie ("cristalli vegetali"), strutture che si sono evolute nel comune antenato del loro "gruppo gemello" e che sono presenti nella maggior parte dei generi della famiglia.
All'interno della tribù si possono individuare due grandi cladi: (1) il "clade con la corolla a un labbro" relativo al Vecchio Mondo e (2) il "clade con la corolla a due labbra" relativo al Nuovo Mondo. Nel primo clade si individuano alcuni sottocladi fortemente monofiletici ("Acanthus clade" e "Sclerochiton clade" formato dai generi Sclerochiton, Crossandrella e Streptosiphon), mentre il genere Blepharis si rivela polifiletico: la specie Blepharis dhofarensis è nidificata all'interno del "clade Acanthus" e quindi separata, da un punto di vista filogenetico, dal gruppo Blepharis s.s. formato da due sottogeneri (subgen. Acanthodium e subgen. Blepharis). Anche il secondo clade (a due labbra) è composto da alcuni sottocladi monofiletici (Stenandriopsis clade e Stenandrium clade) e da un lignaggio ben definito: Aphelandra lineage comprendente a sua volta quattro subcladi. In questo secondo clade si distingue il genere Apheladra per la sua polifilia.
Il cladogramma a lato tratto dallo studio citato mostra la struttura filogenetica della tribù.
Ricerche sui fossili di piante di Acanthaceae hanno posizionato l'età di formazione di questo gruppo attorno ai 40 milioni di anni fa (circa da 60 a 20 milioni di anni fa).

### Alcune specie

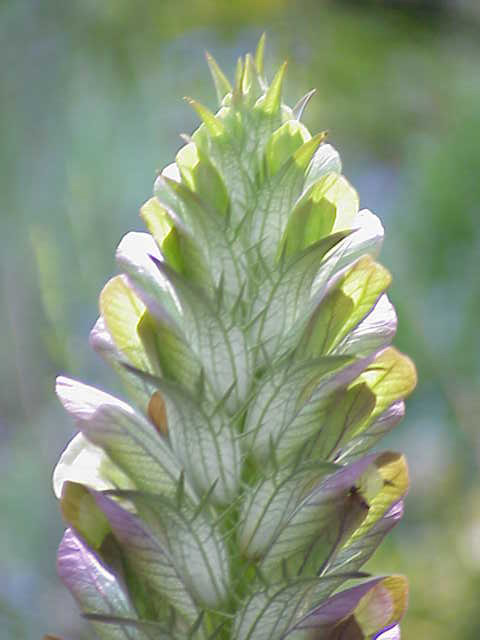
Acanthus balcanicus
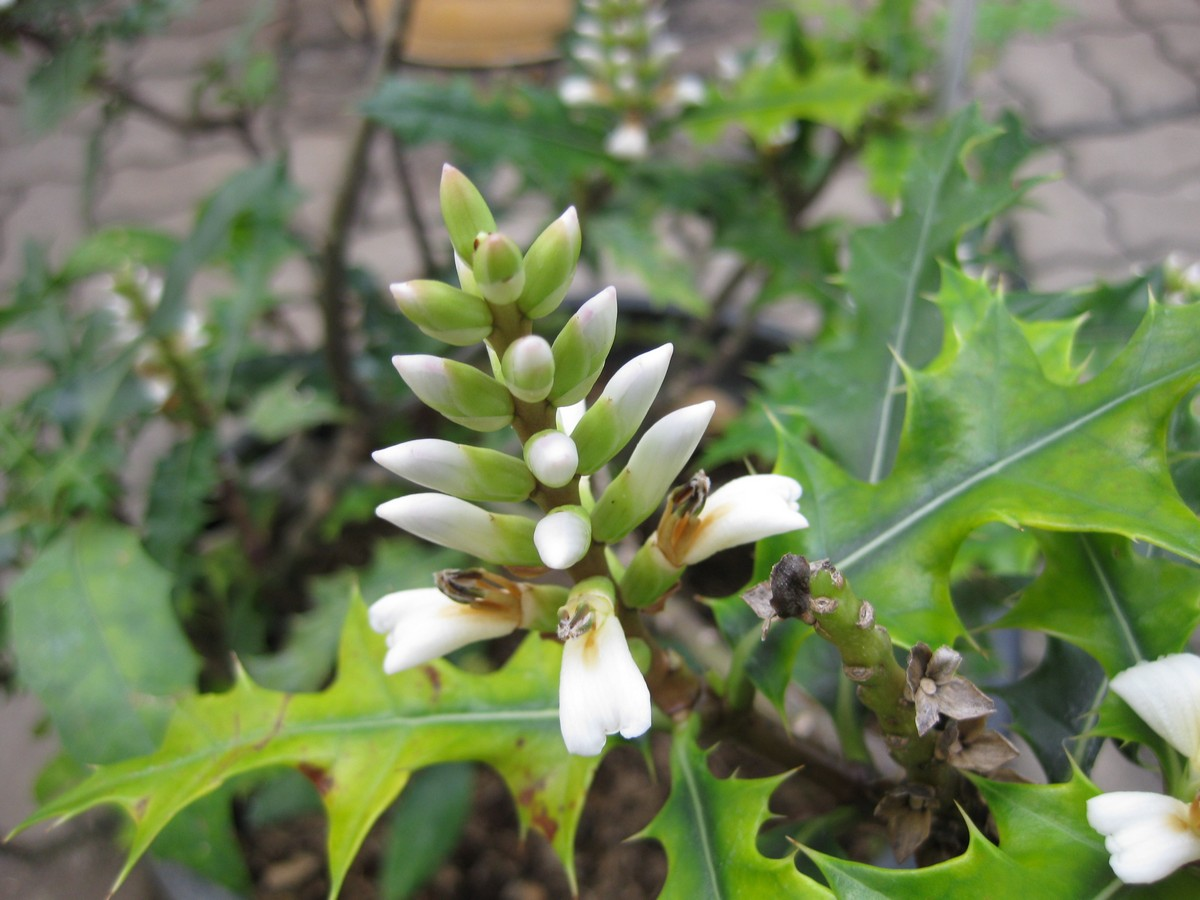
Acanthus ebracteatus
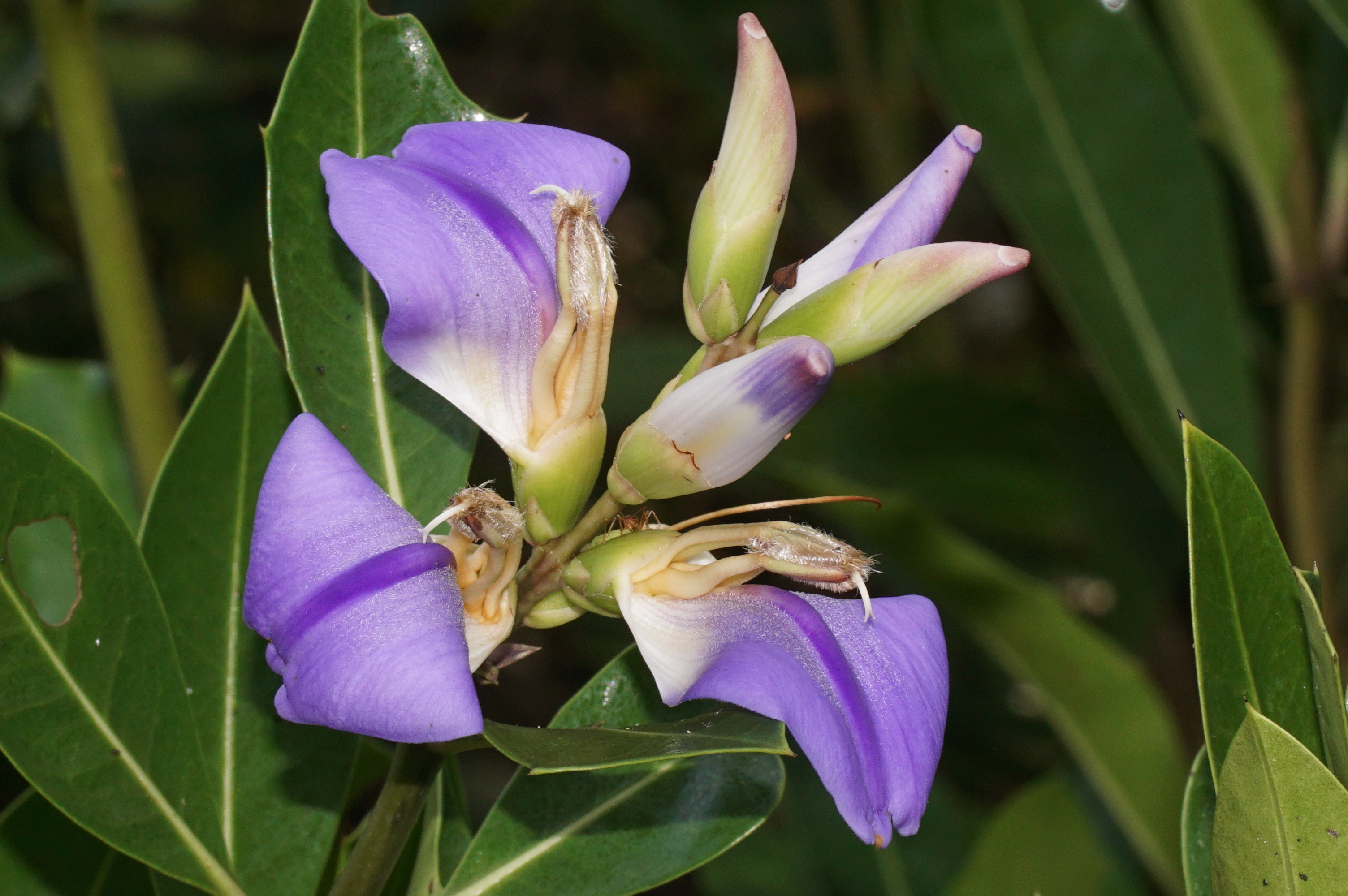
Acanthus ilicifolius
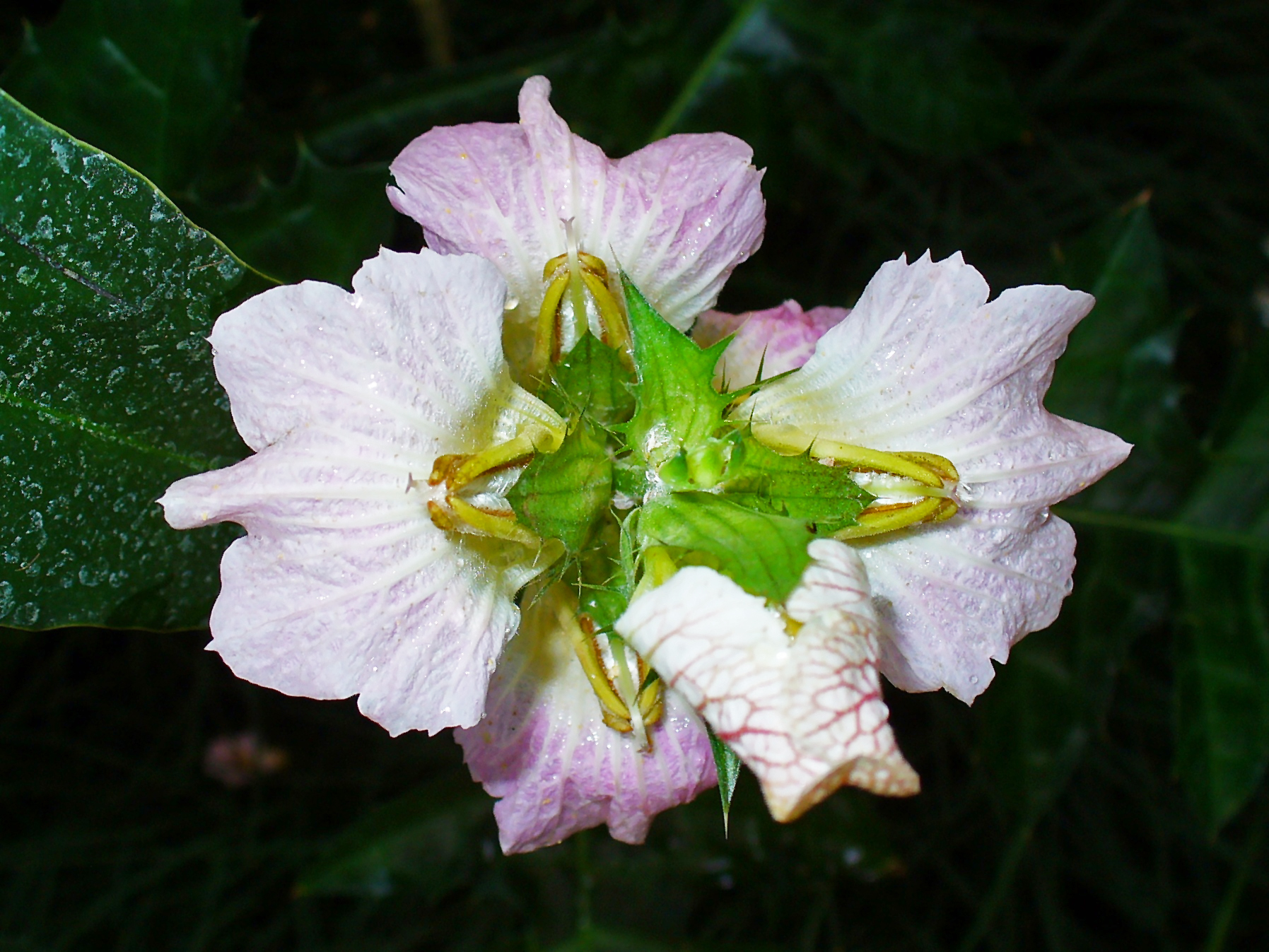
Acanthus montanus
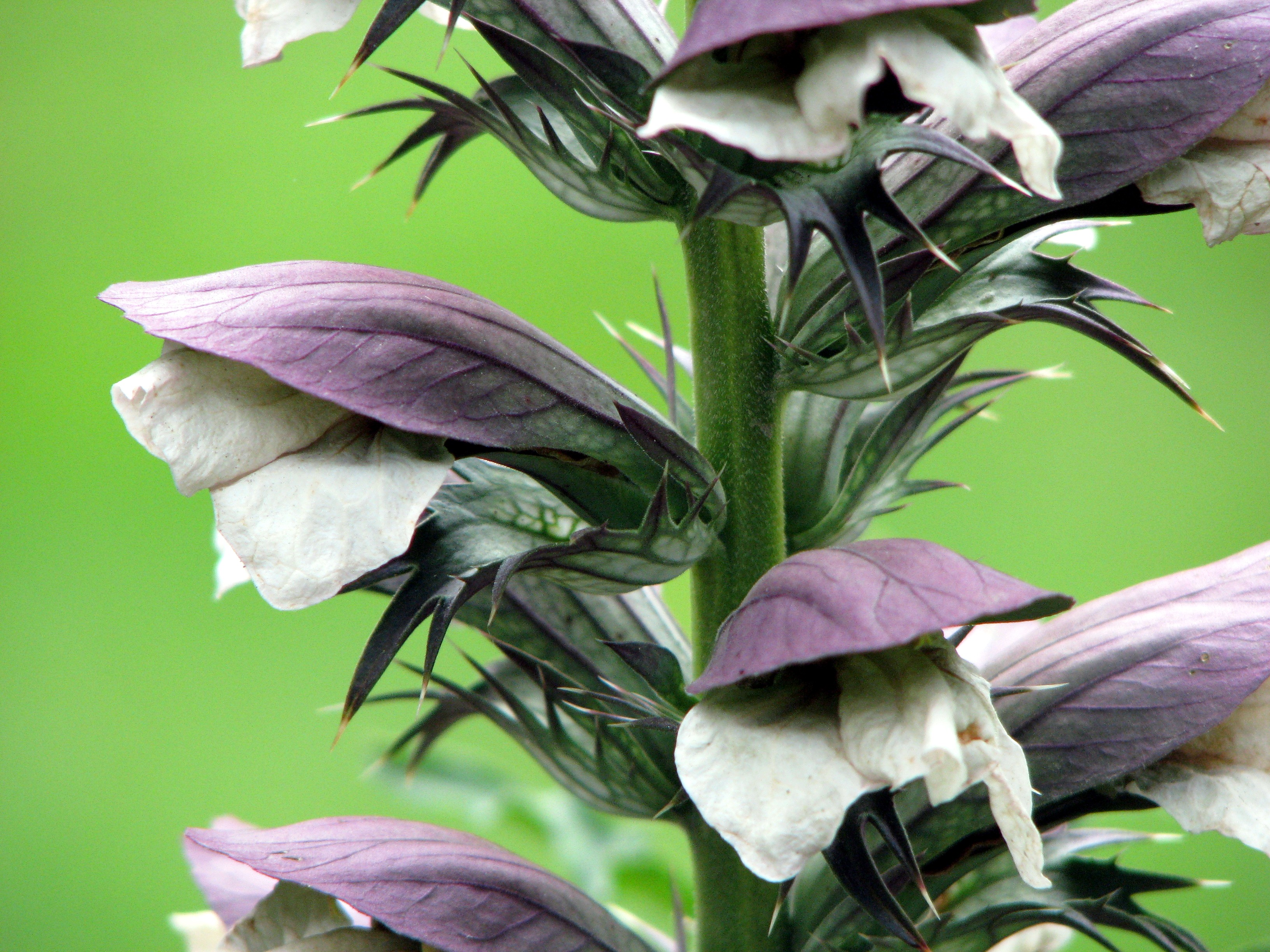
Acanthus niger
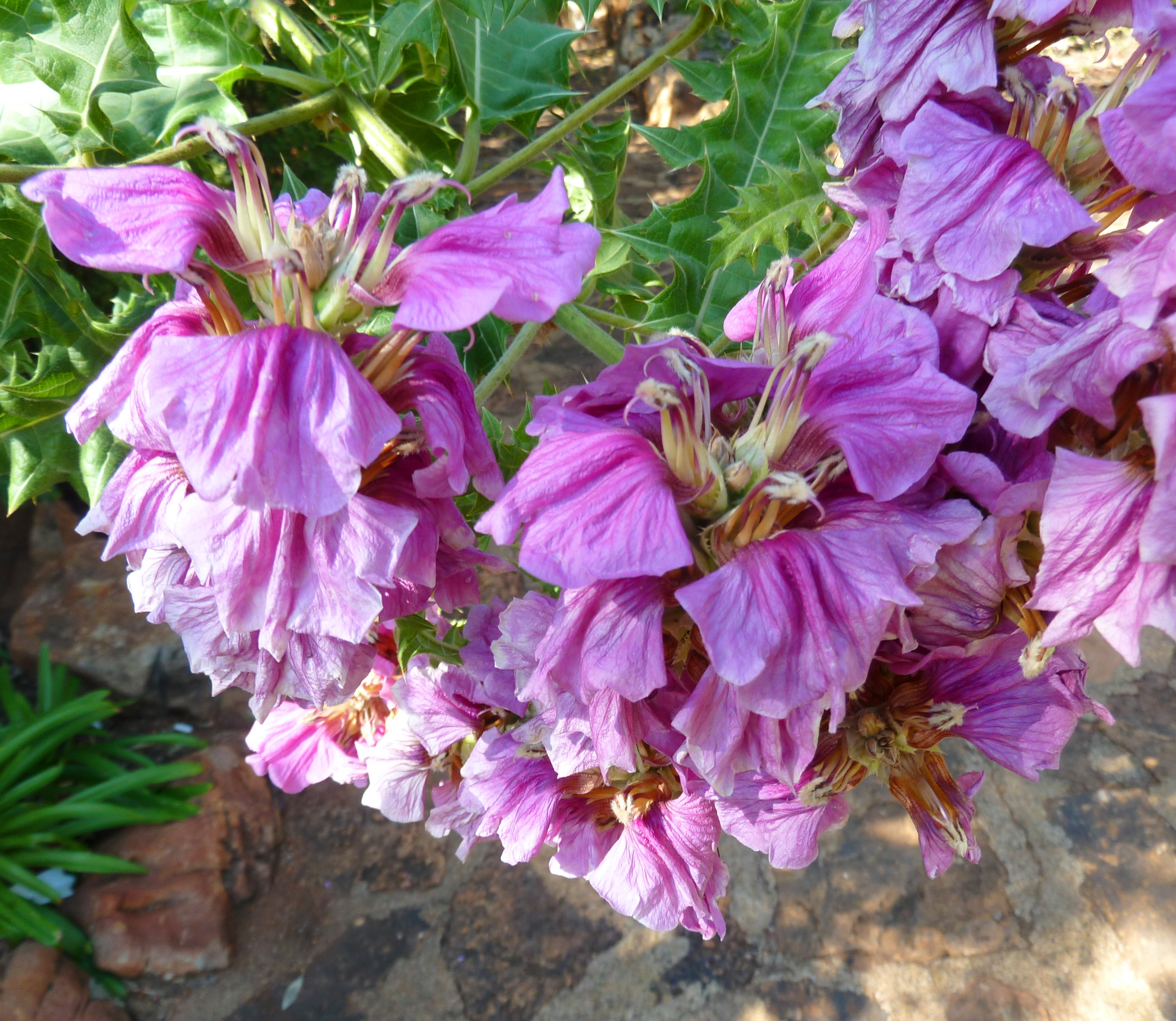
Acanthus pubescens
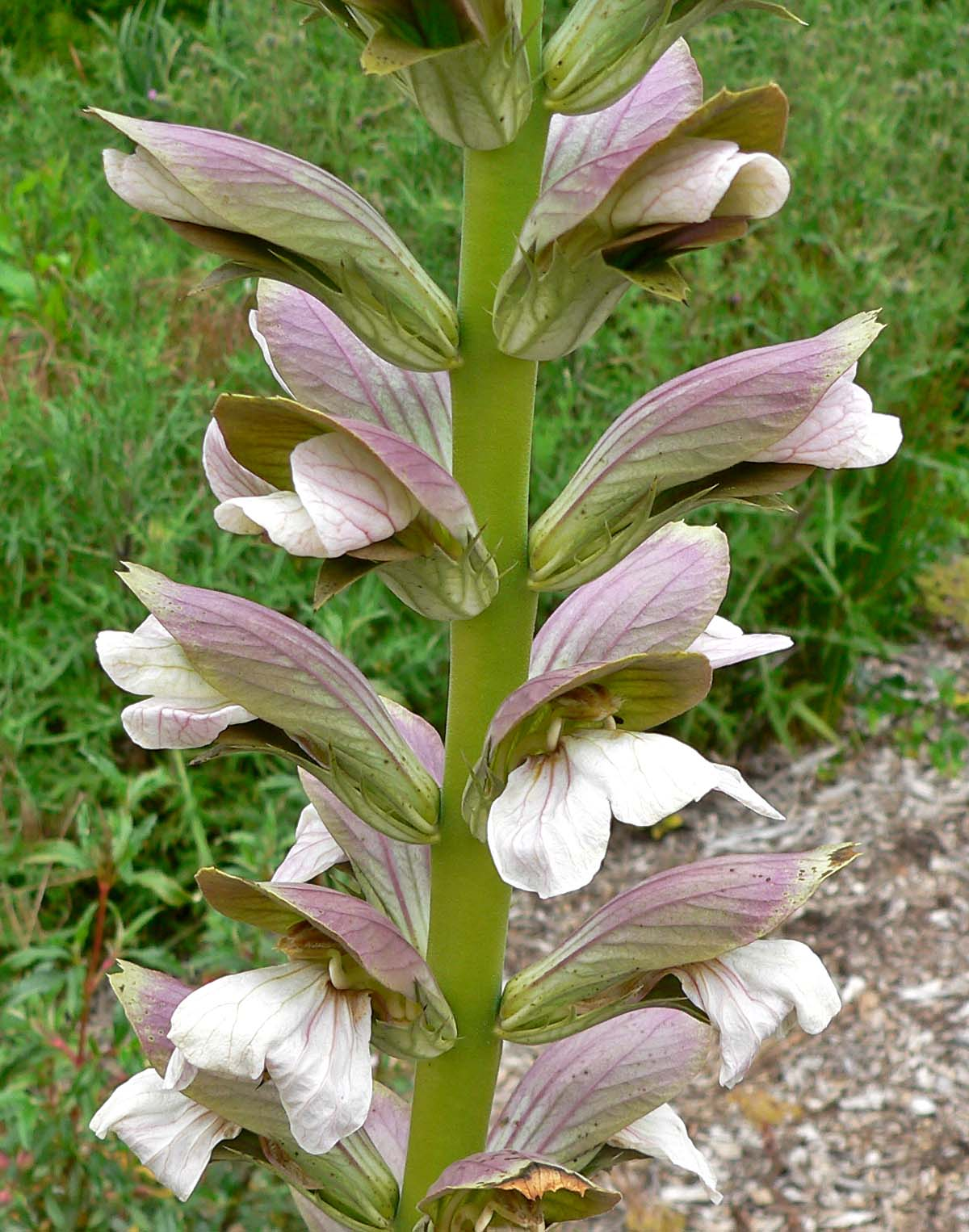
Acanthus spinosus
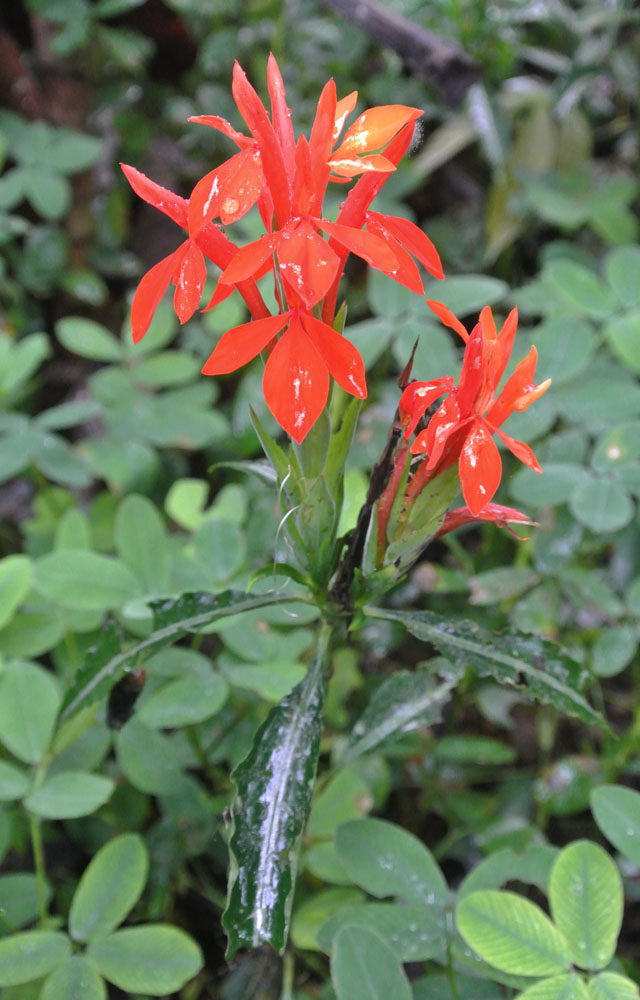
Aphelandra aurantiaca
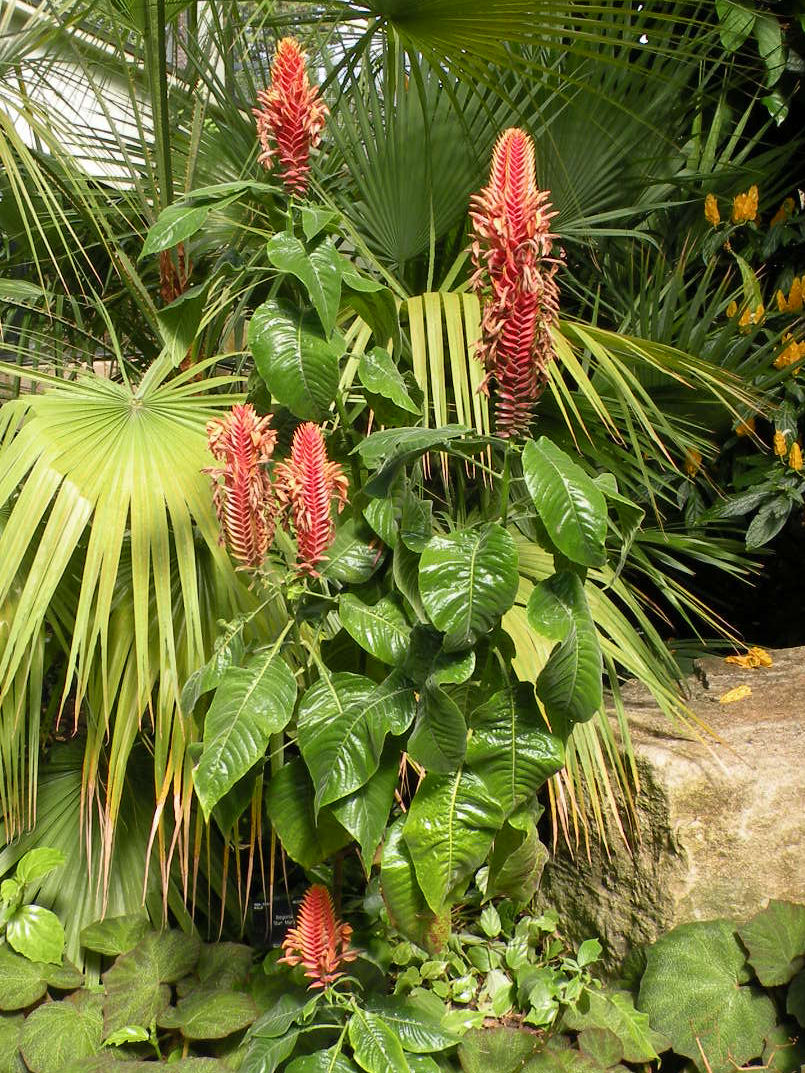
Aphelandra flava
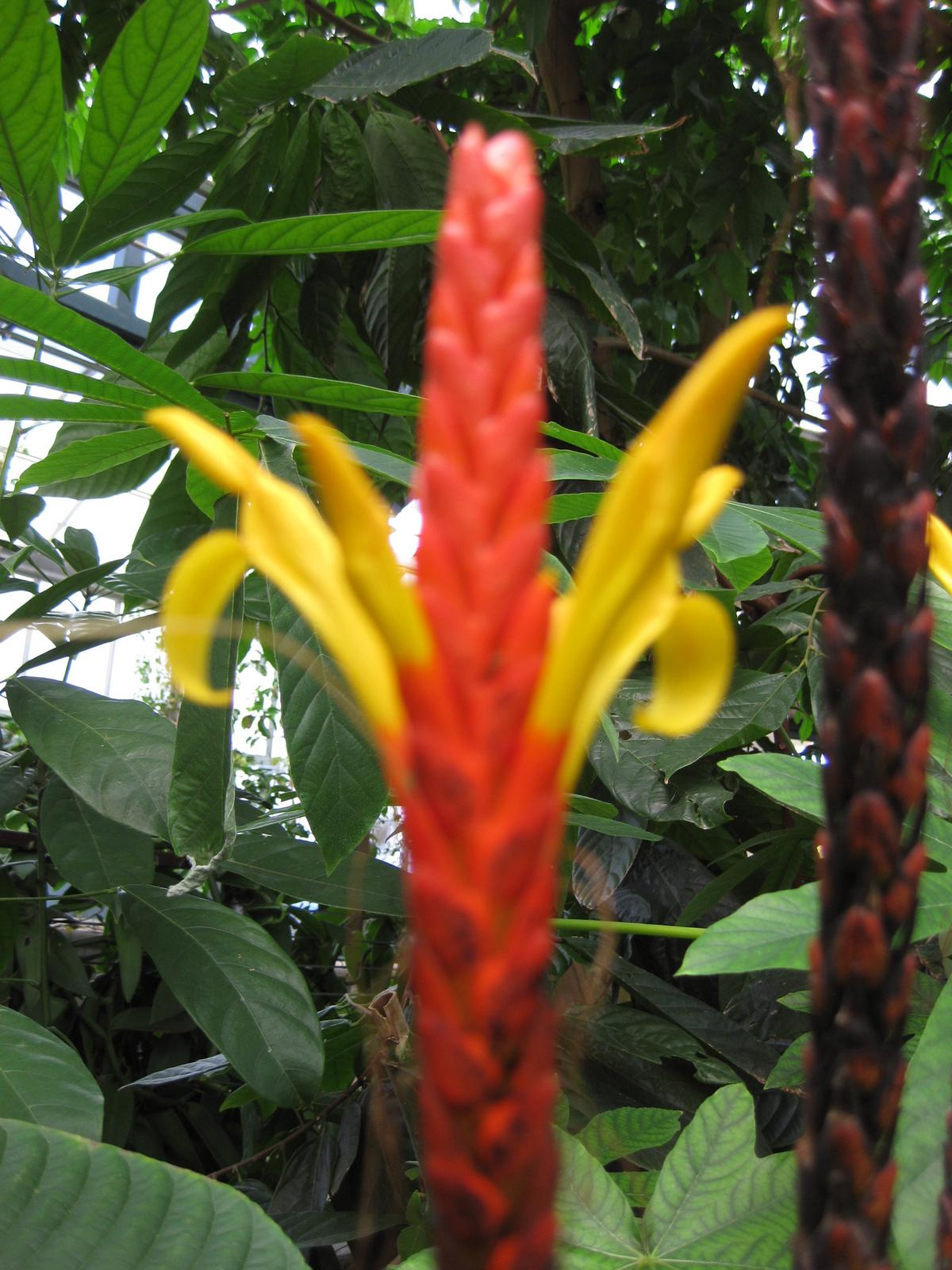
Aphelandra hartwegiana
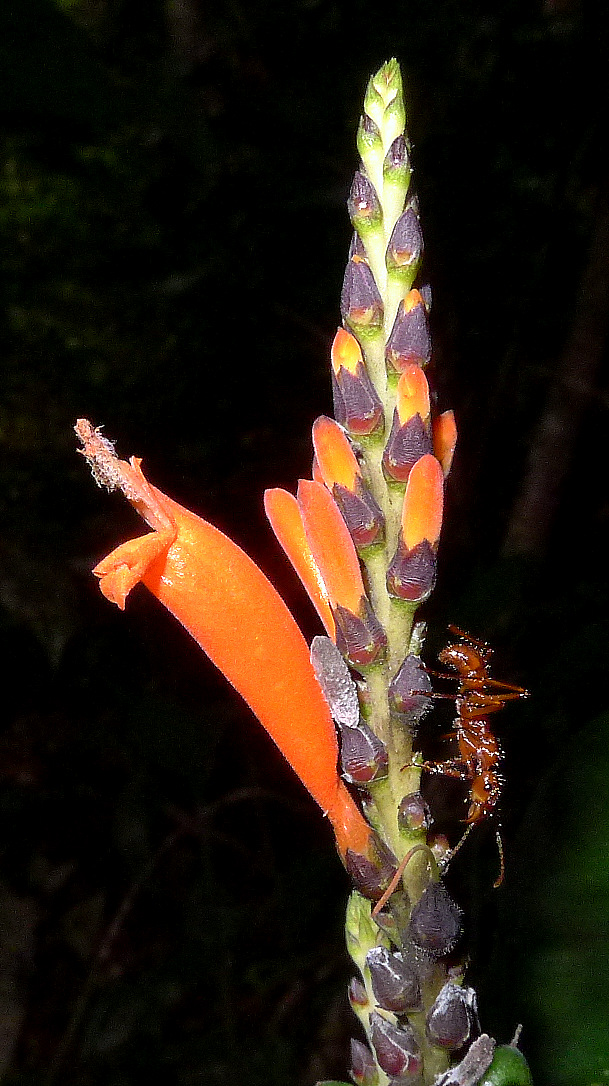
Aphelandra nitida
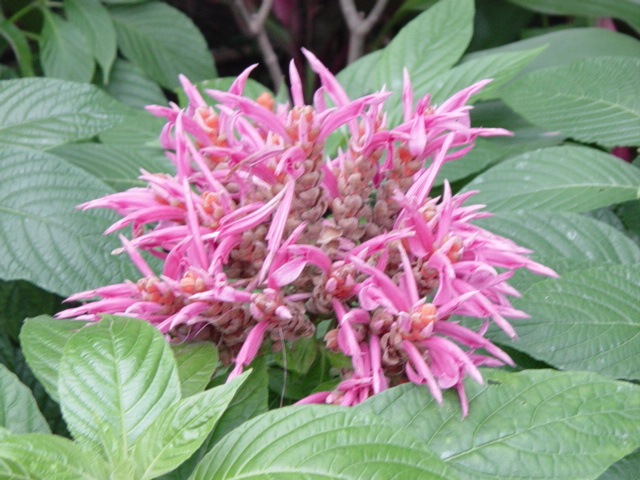
Aphelandra sinclairiana
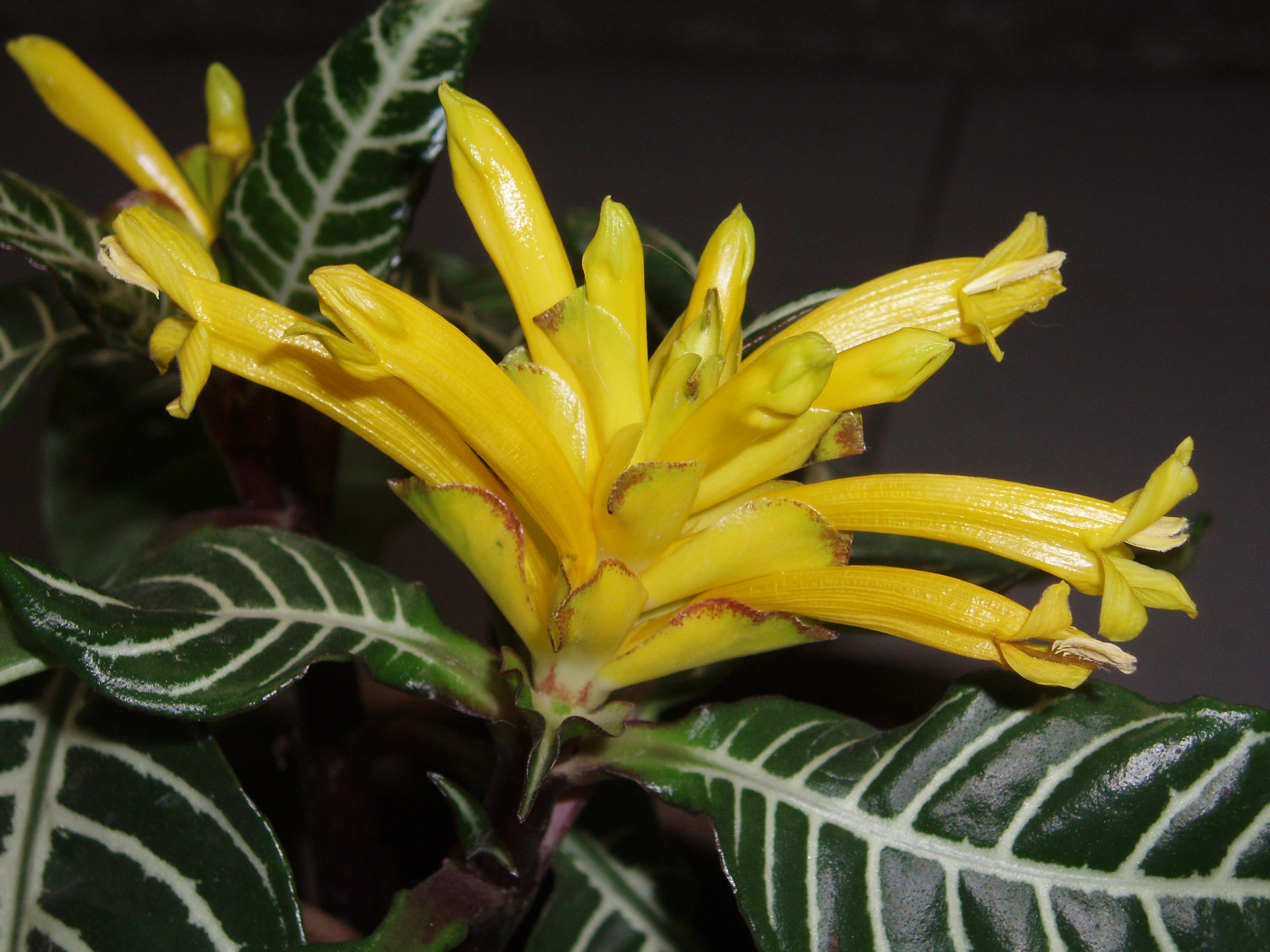
Aphelandra squarrosa
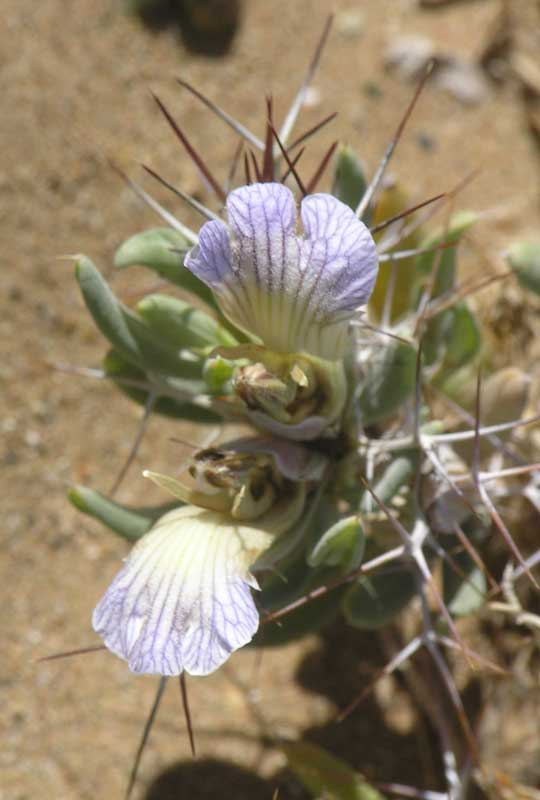
Blepharis mitrata
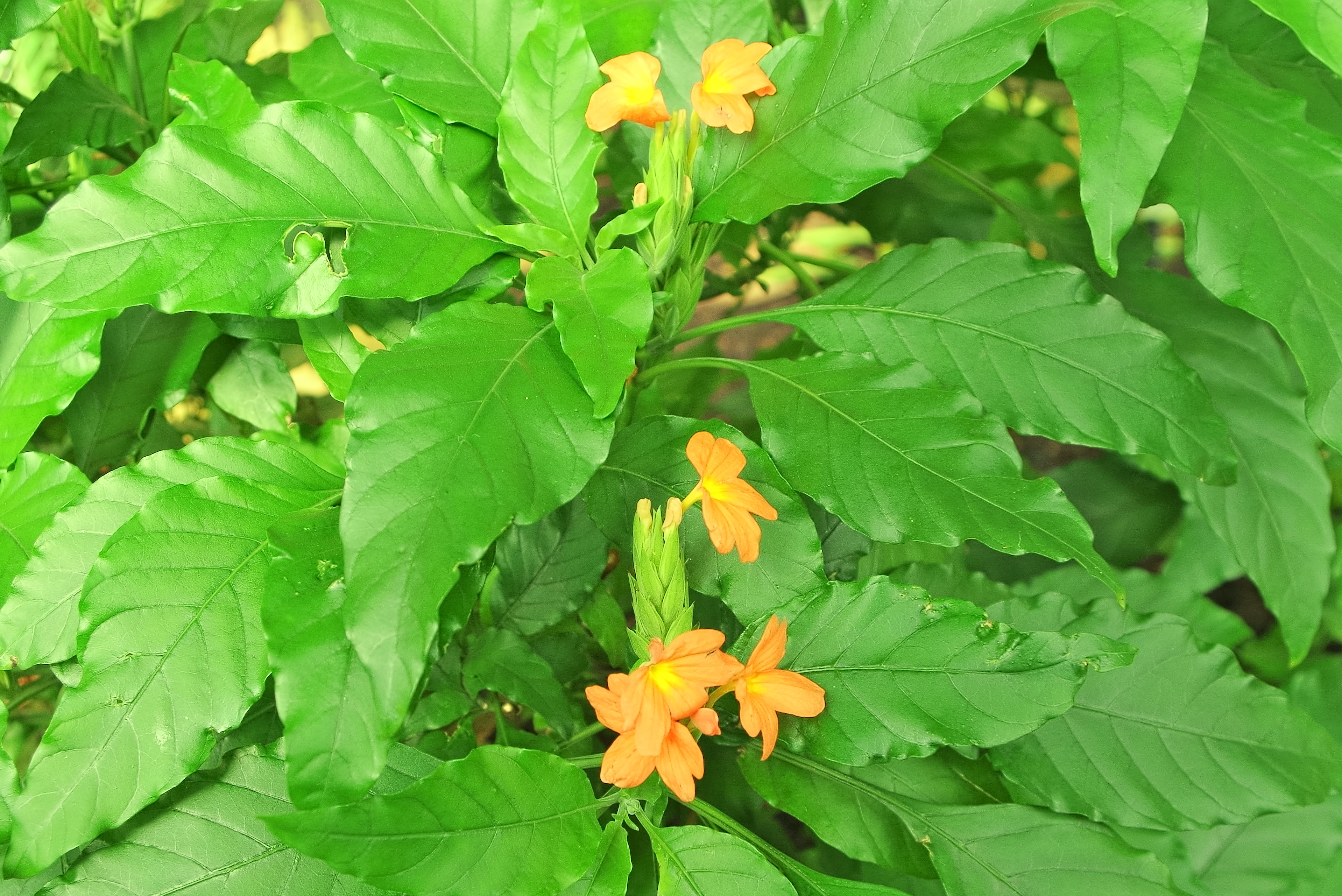
Crossandra massaica
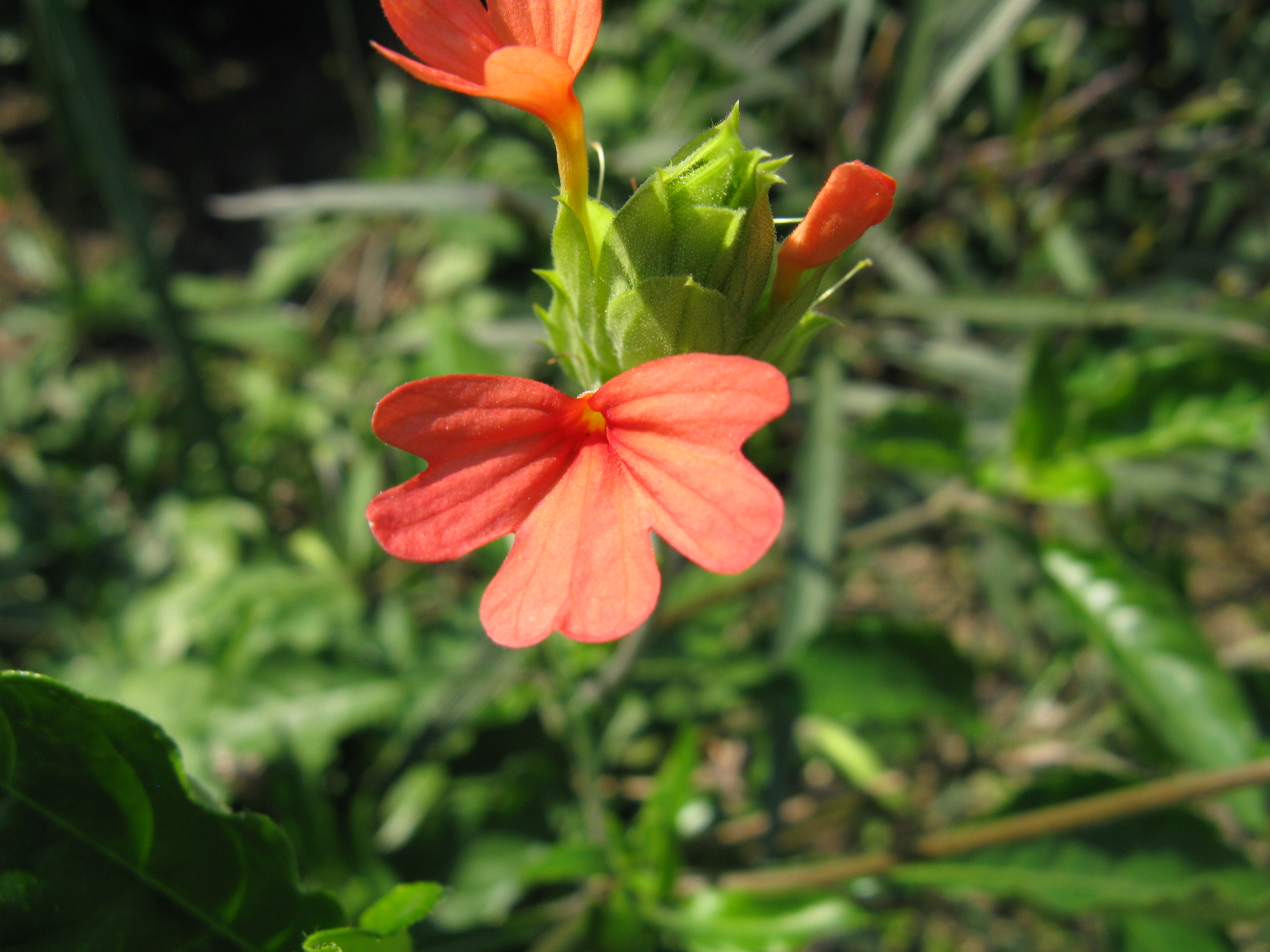
Crossandra nilotica
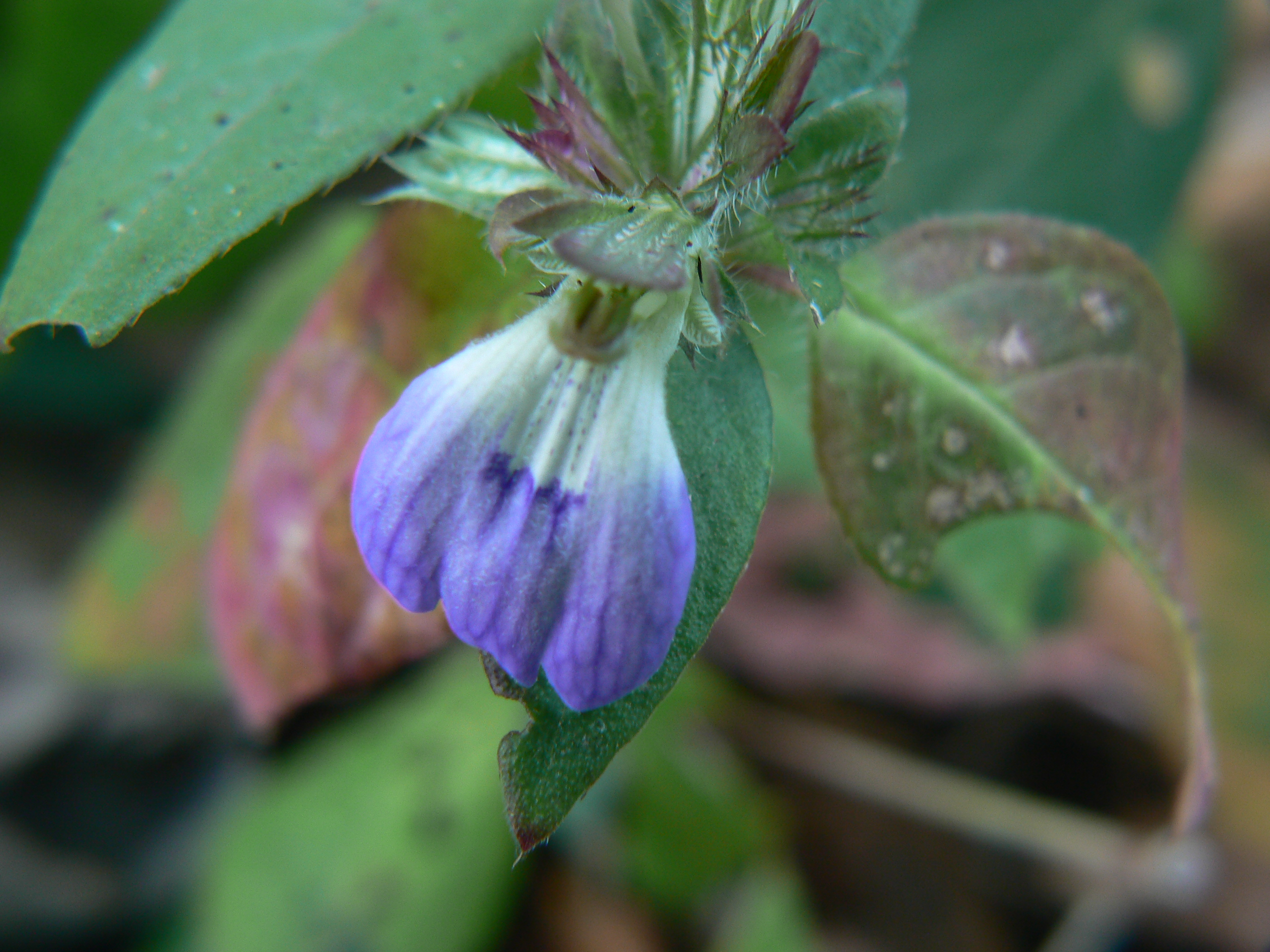
Cynarospermum asperrimum
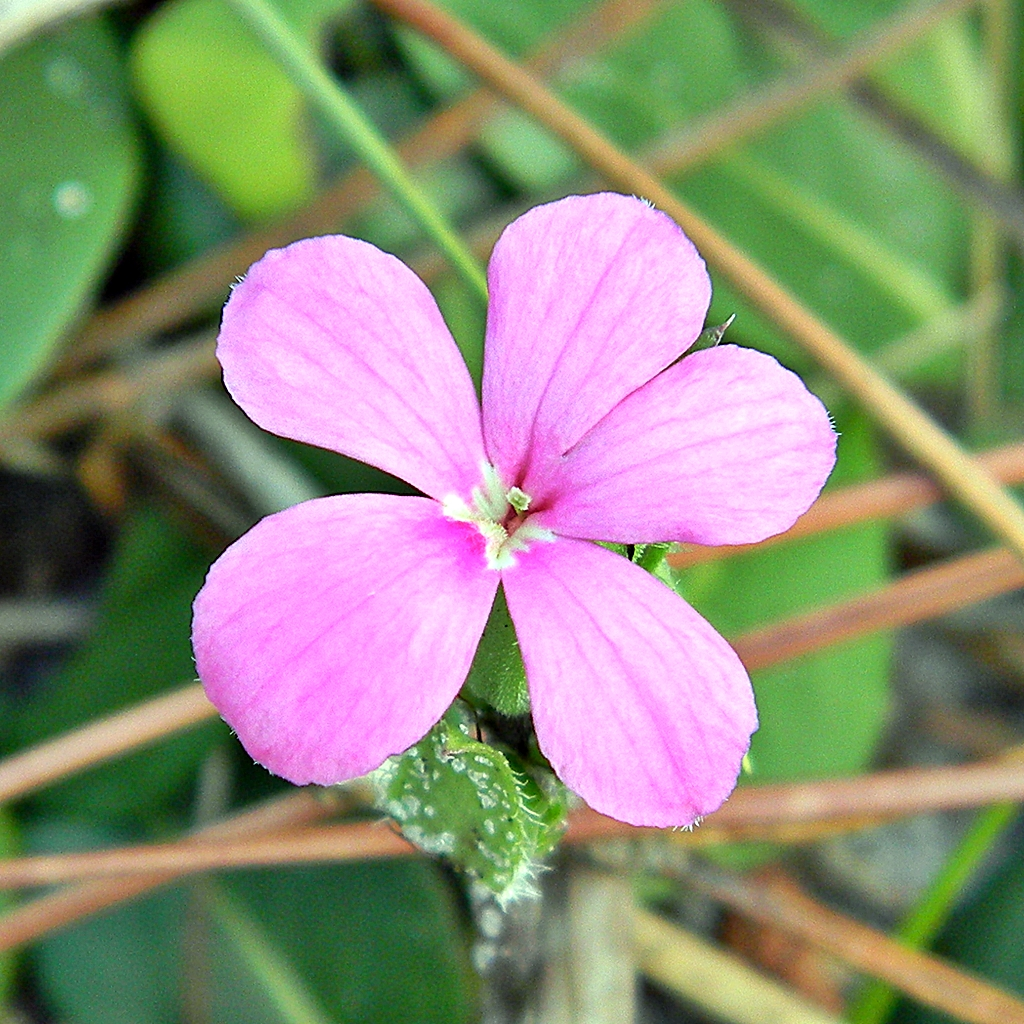
Stenandrium dulce